# Варцаба, Игорь Петрович
Игорь Петрович Варцаба (укр. Ігор Петрович Варцаба; род. 28 января 1991[…], Днепропетровск) — украинский футболист, вратарь клуба «Полтава».

## Биография
Воспитанник ДЮСШ «Днепромайн» Днепропетровск (тренер — Кузнецов В. И.), школы ФК «Днепр» Днепропетровск (тренеры — Стрижевский В. С. и Кныш В.).
В 2007 года начал играть за команду дублёров «Днепра», а уже в 2010 года стал одним из основных голкиперов этой команды. В 2012 году несколько раз попадал в заявку главной команды на матчи украинского первенства в качестве резервного вратаря. Дебют в основном составе состоялся 19 мая 2013 года в игре против харьковского «Металлиста» и был вызван тем, что играть из-за травм не могли ни основной голкипер Ян Лаштувка, ни его дублёр Денис Шелихов. Варцаба отстоял в воротах днепрян и следующую игру чемпионата, против львовских «Карпат». 12 января 2017 года покинул команду в статусе свободного агента.
В течение 2007—2009 годов провел по две игры в составе юношеских сборных команд Украины из игроков до 17 и до 18 лет. Имеет также в активе одну игру в составе молодёжной сборной Украины, провел на поле второй тайм контрольного поединка против российских сверстников 9 февраля 2011 года.